# A Kaméleon epizódjainak listája
Ez a lap A Kaméleon című televíziós sorozat epizódjainak listáját tartalmazza.

## Évados áttekintés
| Évad | Évad | Epizódok | Eredeti sugárzás     | Eredeti sugárzás | Eredeti adó |
| Évad | Évad | Epizódok | Évadpremier          | Évadfinálé       | Eredeti adó |
| ---- | ---- | -------- | -------------------- | ---------------- | ----------- |
|      | 1    | 22       | 1996. szeptember 19. | 1997. május 17.  | NBC         |
|      | 2    | 22       | 1997. november 1.    | 1998. május 16.  | NBC         |
|      | 3    | 22       | 1998. október 17.    | 1999. május 22.  | NBC         |
|      | 4    | 20       | 1999. szeptember 25. | 2000. május 13.  | NBC         |

## 1. évad (1996-1997)
| Sor. | Év. | Cím                                                           | Rendező                | Író | Premier                            |
| ---- | --- | ------------------------------------------------------------- | ---------------------- | --- | ---------------------------------- |
| 1.   | 1.  | Bárki lehetek (Pilot)                                         | Rick Wallace           | Steven Long Mitchell és Craig W. Van Sickle                                                                                    | 1996. szeptember 19.               |
| 2.   | 2.  | Az elsüllyedt hajó nyomában (Every Picture Tells a Story)     | Michael Zinberg        | Steven Long Mitchell és Craig W. Van Sickle                                                                                    | 1996. szeptember 28.               |
| 3.   | 3.  | Zuhanás után (Flyer)                                          | James Whitmore, Jr.    | Juan Carlos Coto | 1996. október 19.                  |
| 4.   | 4.  | Kaszinóban (Curious Jarod)                                    | Jesús Salvador Treviño | Kimberly Costello | 1996. október 26.                  |
| 5.   | 5.  | Szegény vagy gazdag? (The Paper Clock)                        | Gabrielle Beaumont     | Javier Grillo-Marxuach | 1996. november 2.                  |
| 6.   | 6.  | Szolgálunk és védünk Különös haláleset (To Protect and Serve) | James Whitmore, Jr.    | Tommy Thompson | 1996. november 9. 1999. május 10.  |
| 7.   | 7.  | Vírusveszély! Egy tudós eltűnik (A Virus Among Us)            | Fred K. Keller         | Lawrence Meyers | 1996. november 16. 1999. május 11. |
| 8.   | 8.  | A halottkém Jarod első karácsonya (Not Even a Mouse)          | Thomas J. Wright       | Juan Carlos Coto | 1996. december 14. 1999. május 12. |
| 9.   | 9.  | A halott ejtőernyős Jarod, a levegő ördöge (Mirage)           | Ian Toynton            | Tommy Thompson | 1997. január 4. 1999. május 13.    |
| 10.  | 10. | A tűzoltó Tűz! (The Better Part of Valor)                     | Anson Williams         | Javier Grillo-Marxuach | 1997. január 11. 1999. május 14.   |
| 11.  | 11. | Te vagy a társam? (Potato Head Blues)                         | Terrence O'Hara        | Javier Grillo-Marxuach | 1997. január 18. 1999. május 17.   |
| 12.  | 12. | Ártatlanul halálra ítélve Halálra várva (Prison Story)        | Oscar L. Costo         | Történet: Steven Long Mitchell és Craig W. Van Sickle és Tommy Thompson Tévéjáték: Steven Long Mitchell és Craig W. Van Sickle | 1997. február 1. 1999. május 18.   |
| 13.  | 13. | A tengerész halála Jarod, a tengerésztiszt (Bazooka Jarod)    | James Whitmore, Jr.    | Történet: Kimberly Costello és Juan Carlos Coto Tévéjáték: Juan Carlos Coto                                                    | 1997. február 8. 1999. május 19.   |
| 14.  | 14. | Eltűnt az erdőben Az eltűnt férj nyomában (Ranger Jarod)      | Ian Toynton            | Steven Long Mitchell és Craig W. Van Sickle                                                                                    | 1997. február 15. 1999. május 20.  |
| 15.  | 15. | Operatőr nyomában Kemény hírek (Jaroldo!)                     | Terrence O'Hara        | Lawrence Meyers | 1997. március 8. 1999. május 21.   |
| 16.  | 16. | Mentősként (Under the Reds)                                   | Charles Siebert        | Történet: David Kemper Tévéjáték: Javier Grillo-Marxuach és Lawrence Meyers                                                    | 1997. március 22.                  |
| 17.  | 17. | Szemtől szemben (Keys)                                        | Terrence O'Hara        | Történet: Steven Long Mitchell és Craig W. Van Sickle Tévéjáték: Juan Carlos Coto                                              | 1997. április 5.                   |
| 18.  | 18. | Az eltűnt gyermekek (Unhappy Landings)                        | James Whitmore, Jr.    | Történet: Terri Treas és Michael Zand Tévéjáték: Juan Carlos Coto, Javier Grillo-Marxuach és Lawrence Meyers                   | 1997. április 26.                  |
| 19.  | 19. | Végezz vele! (Jarod's Honor)                                  | Terrence O'Hara        | Tommy Thompson és Chris Ruppenthal                                                                                             | 1997. május 3.                     |
| 20.  | 20. | A titkos 27-es labor (Baby Love)                              | Joe Napolitano         | Debra Pratt | 1997. május 10.                    |
| 21.  | 21. | A szökevény (The Dragon House Part 1)                         | Fred K. Keller         | Steven Long Mitchell és Craig W. Van Sickle                                                                                    | 1997. május 17.                    |
| 22.  | 22. | Remény (The Dragon House Part 2)                              | Fred K. Keller         | Steven Long Mitchell és Craig W. Van Sickle                                                                                    | 1997. május 17.                    |

## 2. évad (1997-1998)
| Sor. | Év. | Cím                                               | Rendező              | Író | Premier            |
| ---- | --- | ------------------------------------------------- | -------------------- | --- | ------------------ |
| 23.  | 1.  | Visszatérve a halálból (Back from the Dead Again) | James Whitmore, Jr.  | Steven Long Mitchell és Craig W. Van Sickle                                                                      | 1997. november 1.  |
| 24.  | 2.  | Scott szabadon (Scott Free)                       | Joe Napolitano       | Történet: Juan Carlos Coto és Tommy Thompson Tévéjáték: Tommy Thompson                                           | 1997. november 8.  |
| 25.  | 3.  | Túl a határon (Over the Edge)                     | James Whitmore, Jr.  | Tony Blake és Paul Jackson                                                                                       | 1997. november 15. |
| 26.  | 4.  | Leleplezve (Exposed)                              | Jim Charleston       | Tyler Bensinger                                                                                                  | 1997. november 22. |
| 27.  | 5.  | Kortyol és elnyel (Nip and Tuck)                  | Michael Lange        | Eric Morris | 1997. december 6.  |
| 28.  | 6.  | Múltbéli szimuláció (Past Sim)                    | Fred K. Keller       | Tommy Thompson                                                                                                   | 1997. december 13. |
| 29.  | 7.  | Járulékos veszteség (Collateral Damage)           | Vern Gillum          | Harry Dunn | 1998. január 3.    |
| 30.  | 8.  | Veszélyek (Hazards)                               | Chuck Bowman         | Történet: Juan Carlos Coto Tévéjáték: Steven Long Mitchell és Craig W. Van Sickle és Juan Carlos Coto            | 1998. január 10.   |
| 31.  | 9.  | F/X (F/X)                                         | Vern Gillum          | Történet: Steven Long Mitchell és Craig W. Van Sickle Tévéjáték: Harry Dunn                                      | 1998. január 17.   |
| 32.  | 10. | Indy Show (Indy Show)                             | Chuck Bowman         | Történet: Steven Long Mitchell és Tommy Thompson és Craig W. Van Sickle és Eric Morris Tévéjáték: Tommy Thompson | 1998. január 31.   |
| 33.  | 11. | Dzsigoló Jarod (Gigolo Jarod)                     | Rodney Charters      | Tyler Bensinger                                                                                                  | 1998. február 7.   |
| 34.  | 12. | Játék meglepetés (Toy Surprise)                   | Fred K. Keller       | Juan Carlos Coto                                                                                                 | 1998. március 7.   |
| 35.  | 13. | Született gengszterek (A Stand Up Guy)            | Michael Lange        | Tony Blake és Paul Jackson                                                                                       | 1998. március 14.  |
| 36.  | 14. | Amnézia (Amnesia)                                 | Steven Long Mitchell | Steven Long Mitchell és Craig W. Van Sickle                                                                      | 1998. március 21.  |
| 37.  | 15. | Golyóálló (Bulletproof)                           | Fred K. Keller       | Mark M. Dodson                                                                                                   | 1998. március 28.  |
| 38.  | 16. | Csend (Silence)                                   | Joe Napolitano       | Denise Dobbs | 1998. április 4.   |
| 39.  | 17. | Ütközés (Crash)                                   | Scott Lautanen       | Tony Blake és Paul Jackson                                                                                       | 1998. április 11.  |
| 40.  | 18. | Ellopva (Stolen)                                  | Scott Lautanen       | Történet: Juan Carlos Coto és Ivan Tell Tévéjáték: Juan Carlos Coto                                              | 1998. május 2.     |
| 41.  | 19. | Red Rock Jarod (Red Rock Jarod)                   | Fred K. Keller       | Tommy Thompson                                                                                                   | 1998. május 2.     |
| 42.  | 20. | Bank (Bank)                                       | Michael Lange        | Harry Dunn | 1998. május 9.     |
| 43.  | 21. | Vérvonalak 1. rész (Bloodlines Part 1)            | Fred K. Keller       | Steven Long Mitchell és Craig W. Van Sickle                                                                      | 1998. május 16.    |
| 44.  | 22. | Vérvonalak 2. rész (Bloodlines Part 2)            | Fred K. Keller       | Steven Long Mitchell és Craig W. Van Sickle                                                                      | 1998. május 16.    |

## 3. évad (1998-1999)
| Sor. | Év. | Cím                                           | Rendező              | Író | Premier            |
| ---- | --- | --------------------------------------------- | -------------------- | --- | ------------------ |
| 45.  | 1.  | Őrület (Crazy)                                | Fred K. Keller       | Történet: Steven Long Mitchell és Craig W. Van Sickle és Lawrence Meyers Tévéjáték: Steven Long Mitchell és Craig W. Van Sickle | 1998. október 17.  |
| 46.  | 2.  | Remény és ima (Hope and Prey)                 | David Jackson        | Juan Carlos Coto | 1998. október 24.  |
| 47.  | 3.  | Hébe-hóba (Once in a Blue Moon)               | Chuck Bowman         | Andrew Dettmann és Daniel Truly                                                                                                 | 1998. október 31.  |
| 48.  | 4.  | Valaki, akiben megbízhatsz (Someone to Trust) | Fred K. Keller       | Tommy Thompson | 1998. november 7.  |
| 49.  | 5.  | Árulás (Betrayal)                             | Terrence O'Hara      | Mark M. Dodson | 1998. november 14. |
| 50.  | 6.  | Feltételes szabadlábra helyezés (Parole)      | Fred K. Keller       | Tommy Thompson | 1998. november 21. |
| 51.  | 7.  | Hazavárás (Homefront)                         | Michael Zinberg      | Guy Zimmerman | 1998. december 12. |
| 52.  | 8.  | Hús és vér (Flesh and Blood)                  | Rodney Charters      | Harry Dunn | 1999. január 2.    |
| 53.  | 9.  | A 101-es gyilkosság (Murder 101)              | Scott Lautanen       | Andrew Dettmann és Daniel Truly                                                                                                 | 1999. január 9.    |
| 54.  | 10. | Mr. Lee (Mr. Lee)                             | Steven Long Mitchell | Mark M. Dodson | 1999. február 6.   |
| 55.  | 11. | A merénylet (The Assassin)                    | Michael Lange        | Tommy Thompson | 1999. február 6.   |
| 56.  | 12. | Elsüllyeszthetetlen (Unsinkable)              | Chuck Bowman         | Juan Carlos Coto | 1999. február 13.  |
| 57.  | 13. | A nagy játszma (Pool)                         | Fred K. Keller       | Harry Dunn | 1999. február 20.  |
| 58.  | 14. | Halálközelben (At the Hour of Our Death)      | Steven Long Mitchell | Mark M. Dodson | 1999. február 27.  |
| 59.  | 15. | Visszaszámlálás (Countdown)                   | Chuck Bowman         | Andrew Dettmann és Daniel Truly                                                                                                 | 1999. március 20.  |
| 60.  | 16. | Élő adásban (P.T.B.)                          | Krishna Rao          | Juan Carlos Coto | 1999. április 3.   |
| 61.  | 17. | Kényszermegoldás (Ties That Bind)             | Fred K. Keller       | Dave Alan Johnson | 1999. április 10.  |
| 62.  | 18. | Elvarratlan szálak (Wake Up)                  | Michael J. Klick     | Tommy Thompson | 1999. május 1.     |
| 63.  | 19. | A csodagyerek (End Game)                      | James Whitmore, Jr.  | Juan Carlos Coto | 1999. május 8.     |
| 64.  | 20. | A világ végén (Qallupilluit)                  | Rodney Charters      | Mark M. Dodson | 1999. május 22.    |
| 65.  | 21. | A klón 1. rész (Donoterase Part 1)            | Fred K. Keller       | Steven Long Mitchell és Craig W. Van Sickle                                                                                     | 1999. május 22.    |
| 66.  | 22. | A klón 2. rész (Donoterase Part 2)            | Fred K. Keller       | Steven Long Mitchell és Craig W. Van Sickle                                                                                     | 1999. május 22.    |

## 4. évad (1999-2000)
| Sor. | Év. | Cím                                               | Rendező              | Író                                                                | Premier              |
| ---- | --- | ------------------------------------------------- | -------------------- | ------------------------------------------------------------------ | -------------------- |
| 67.  | 1.  | Változó világ (The World's Changing)              | James Whitmore, Jr.  | Steven Long Mitchell és Craig W. Van Sickle                        | 1999. szeptember 25. |
| 68.  | 2.  | A kiképzés (Survival)                             | Terrence O'Hara      | Mark M. Dodson                                                     | 1999. október 2.     |
| 69.  | 3.  | Az angyal röpte (Angel's Flight)                  | Chuck Bowman         | Tommy Thompson                                                     | 1999. október 30.    |
| 70.  | 4.  | A visszaeső (Risque Business)                     | Terrence O'Hara      | Andrew Dettmann és Daniel Truly                                    | 1999. november 6.    |
| 71.  | 5.  | A sárga köves úton (Road Trip)                    | Fred K. Keller       | Andrew Dettmann és Daniel Truly                                    | 1999. november 13.   |
| 72.  | 6.  | Halálugrás (Extreme)                              | Scott Lautanen       | Steven Long Mitchell és Craig W. Van Sickle                        | 1999. december 4.    |
| 73.  | 7.  | A kis vadóc (Wild Child)                          | Michael J. Klick     | Joel Metzger                                                       | 1999. december 11.   |
| 74.  | 8.  | Túszdráma (Rules of Engagement)                   | Rodney Charters      | Ethan Lawrence                                                     | 2000. január 8.      |
| 75.  | 9.  | Míg a halál el nem választ (Til Death Do Us Part) | Craig W. Van Sickle  | Steven Long Mitchell és Craig W. Van Sickle                        | 2000. január 15.     |
| 76.  | 10. | Gyanús körülmények (Spin Doctor)                  | Fred K. Keller       | Juan Carlos Coto                                                   | 2000. február 5.     |
| 77.  | 11. | A privát kopó (Cold Dick)                         | Steven Long Mitchell | Juan Carlos Coto                                                   | 2000. február 12.    |
| 78.  | 12. | Életveszélyben (Lifeline)                         | Jon Koslowsky        | Juan Carlos Coto                                                   | 2000. február 19.    |
| 79.  | 13. | Fajgyűlölet (Ghosts From the Past)                | Michael T. Weiss     | Mark M. Dodson                                                     | 2000. február 26.    |
| 80.  | 14. | Háborús bűnök (The Agent of Year Zero)            | Rodney Charters      | Történet: Tommy Thompson Tévéjáték: Drew Hammond és Tommy Thompson | 2000. március 11.    |
| 81.  | 15. | A szer (Junk)                                     | Michael Zinberg      | Harry Dunn                                                         | 2000. március 25.    |
| 82.  | 16. | A kis szemtanú (School Daze)                      | Jon Gries            | Andrew Dettmann és Daniel Truly                                    | 2000. április 22.    |
| 83.  | 17. | Pánikhangulat (Meltdown)                          | Krishna Rao          | Ethan Lawrence                                                     | 2000. április 29.    |
| 84.  | 18. | Forró nyomon (Corn Man A Comin)                   | Steven Long Mitchell | Mark M. Dodson                                                     | 2000. május 6.       |
| 85.  | 19. | Belső hangok 1. rész (The Inner Sense Part 1)     | Fred K. Keller       | Steven Long Mitchell és Craig W. Van Sickle                        | 2000. május 13.      |
| 86.  | 20. | Belső hangok 2. rész (The Inner Sense Part 2)     | Fred K. Keller       | Steven Long Mitchell és Craig W. Van Sickle                        | 2000. május 13.      |

## Tv filmek (2001)
| Sor. | Év. | Cím                                                                     | Rendező               | Író                                         | Premier            |
| ---- | --- | ----------------------------------------------------------------------- | --------------------- | ------------------------------------------- | ------------------ |
| 1.   | 1.  | A kaméleon - A renegát (The Pretender 2001)                             | Frederick King Keller | Steven Long Mitchell és Craig W. Van Sickle | 2001. január 22.   |
| 2.   | 2.  | A kaméleon - A rejtelmek szigete (The Pretender: Island of the Haunted) | Frederick King Keller | Steven Long Mitchell és Craig W. Van Sickle | 2001. december 10. |